# 室女座 Ⅰ
室女座Ⅰ是銀河系極為暗弱的一個衛星星系，它是昴望遠鏡在戰略巡天調查中發現的。室女座Ⅰ的絕對星等只有-0.8等，使它被證實為迄今所發現光度最黯淡的星系。這個星系的半徑只有124光年（半光半徑38秒差距），對球狀星團而言，它顯然太巨大了。鯨魚座Ⅱ比它黯淡，但是太小而不能歸類為星系。室女座Ⅰ比之前所知最黯淡的Segue 1還要黯淡。室女座Ⅰ與銀河系相距87千秒差距（280,000光年）。